# 텐딩의 전설
텐딩의 전설(The Legend of Tianding)은 CGCG(Creative Games & Computer Graphics)에서 개발하고 네온 독트린에서 스위치, 플레이스테이션 4, 플레이스테이션 5, 엑스박스 원 및 엑스박스 시리즈 X/S용으로 출시한 횡스크롤 플랫폼 격투 비디오 게임이다. 윈도우(스팀을 통해) 및 iOS를 실행하는 개인용 컴퓨터. 2021년 11월 1일에 스위치 및 스팀용으로 처음 출시되었으며 약 1년 후에 추가 플랫폼으로 포팅되었다.

## 개발
이 게임은 2000년대 초에 린빙슈(林秉舒)가 개발한 초기 플래시 게임을 기반으로 한다. 그는 멀티미디어 석사 학위를 위해 플래시 게임을 만들었다. 2019년 4월, PP 왕은 랴오텐딩의 이야기를 전 세계에 공유하면서 새로운 2D 플랫폼 게임을 구축할 팀을 주도할 필요성을 느끼고 린빙슈를 초대했다. 왕과 린빙슈는 둘 다 대형 게임 회사에서 일했지만 우연히 만난 후 텐딩의 전설의 프로듀서로 일할 기회를 보고 인디 게임에 찬성하여 사임했다.

### 출시
이 게임은 2021년 11월 1일에 스위치 및 스팀용으로 처음 출시되었다. PS4, PS5, 엑스박스 원 및 엑스박스 시리즈 X|S용 포트는 2022년 10월 31일에 출시되었다. iOS 출시는 2023년 3월로 연기되었다.
이 게임은 2022년 타이베이 게임 쇼에서 "최고의 인디 게임 – 드라마 상"을 수상했다.